# زنبورخوار گلوسفید
زنبورخوار گلوسفید (نام علمی: Merops albicollis) نام یک گونه از سرده زنبورخوار است.